# Syndicat mixte pour le développement durable de l'estuaire de la Gironde
Le syndicat mixte pour le développement durable de l'estuaire de la Gironde (SMIDDEST), créé en 2001, réunit les conseils départementaux de la Gironde et de la Charente-Maritime, le conseil régional de Nouvelle-Aquitaine rejoints en 2010 par la communauté urbaine de Bordeaux et en 2012 par la communauté d'agglomération Royan Atlantique, puis les communautés de communes de Haute-Saintonge et de l'Estuaire.
Il a pour mission d’initier des réflexions et de coordonner les actions concernant la préservation, la valorisation et le développement durable de l’Estuaire de la Gironde. Il est notamment la structure porteuse du SAGE et du PAPI de l'Estuaire et est impliqué dans la valorisation de ses paysages caractéristiques, véritable patrimoine naturel.
Il participe à la promotion du territoire, via notamment des sites internet ainsi qu'une publication, le magazine l'Univers de l'Estuaire, diffusé à plus de 400 000 exemplaires.
Il assure, depuis le 1er janvier 2010, la gestion du site du phare de Cordouan, en étroite collaboration avec l'Association pour la sauvegarde du phare de Cordouan. Il a organisé, pour l'occasion du 400e anniversaire du phare, de nombreux événements entre mars et juillet 2011, le point d'orgue des manifestations était fixé le samedi 11 juin 2011, date de l'anniversaire du phare retenue par les organisateurs et correspondant au premier allumage du phare le 11 juin 1611.